# تنوير أحمد
تنوير أحمد (15 أبريل 1972 بباكستان - ) هو مدرب كرة قدم وكاتب سيناريو ولاعب كرة قدم باكستاني في مركز الدفاع. شارك مع منتخب باكستان لكرة القدم. أما مع النوادي، فقد لعب مع WAPDA F.C. ‏ وLahore Lajpaals F.C. ‏.

## وصلات خارجية
- تنوير أحمد على موقع الاتحاد الدولي (مؤرشف)  (الإنجليزية)
- تنوير أحمد على موقع قاعدة بيانات كرة القدم.إي يو (الإنجليزية)
- تنوير أحمد على موقع ناشيونال فوتبول تيمز (الإنجليزية)
- تنوير أحمد على موقع GSA (الإنجليزية)